# Il fidanzato di mia moglie
Il fidanzato di mia moglie è un film del 1943 diretto da Carlo Ludovico Bragaglia.

## Trama
Enrico manda a monte il matrimonio con Renata perché scopre che all'anagrafe risulta già sposata con un certo Giulio, abitante di un paese di campagna. La coppia parte con i genitori di lei alla ricerca del misterioso Giulio il quale sta per sposare Marcella, la figlia di un giudice ma anche il suo matrimonio salta.
All'anagrafe risulta tutto in regola e mentre Enrico continua a dare in escandescenze, Renata e Giulio prendono di buon grado la nuova situazione.
Una serie di equivoci, difficoltà e malintesi complica l'intreccio, fino a che si scopre che la colpa è di un impiegato del comune, licenziato senza apparente motivo, che per vendicarsi del torto subito ha alterato i registri dello stato civile.
Intanto i due giovani finiscono per innamorarsi l'uno dell'altra e anche i due ex-promessi sposi si consolano a vicenda, coronando i loro sogni.

## La critica
Adriano Baracco nelle pagine di Film del 20 novembre 1943: «Chi di noi, non avrebbe reclamato la testa di Bragaglia, quando questi sfornava una polpetta filmata come La scuola dei timidi? Invece questa volta non ci ha dato la sua testa, ma l'ha adoperata e ci ha regalato questo divertentissimo film, condotto con uno spirito raro nei nostri film. Eduardo De Filippo ci dà la sua migliore interpretazione, finalmente un regista ha saputo approfittare d'un così vivido attore.»